# Tramlijn 21 (Rotterdam)
Tramlijn 21 van de Rotterdamse RET reed tussen De Esch (Rotterdam) en Woudhoek (Schiedam) via het Centraal Station, het centrum van Schiedam en metrostation Schiedam Nieuwland. Lijn 21 was op 31 oktober 2005 ontstaan nadat de oude lijn 1 was omgebouwd tot TramPluslijn.

## Geschiedenis
De lijn is in het centrum van Schiedam verlegd, waardoor lijn 21 langs het ov-knooppunt station Schiedam Centrum komt, deze nieuwe route is op 18 augustus 2008 in gebruik genomen.
Er was ook het plan de lijn door te trekken naar een gepland nieuw treinstation Schiedam Spaland, maar omdat het nieuwe station te duur was, heeft de Tweede Kamer in november 2010 besloten om het station niet te bouwen.
Op 6 januari 2025 werd het tramnetwerk in Rotterdam veranderd; het was de bedoeling om veel tramlijnen een andere route en een ander lijnnummer te geven. Lijn 21 werd vernummerd in lijn 11. In de route, frequentie en bedieningstijden vinden er geen wijzigingen plaats.

## Eerdere lijnen met nummer 21
In 1929 werd de eerste lijn 21 ingevoerd. Deze bereed de route Honingerdijk - Aelbrechtsplein en was in feite een versterkingslijn van lijn 1. In 1936 werd deze lijn opgeheven.

## Exploitatie
Op werkdagen werd er van begin dienst tot 19:00 uur een 15-minutendienst gereden maar in samenhang met tram 24 werd op het gezamenlijke traject Nesserdijk-Bachplein een 7,5-minutendienst gereden. Na 19:00 uur en op zondag voor 11:00 uur reed de lijn niet en wordt men verwezen naar tramlijn 24 met in Schiedam aansluiting op bus 52. Op zaterdag werd van begin dienst tot einde dienst een 20-minutendienst gereden en op zondag vanaf 11:00 uur maar in combinatie met lijn 24 op het gezamenlijke traject een 10-minutendienst.

## Materieel
Tramlijn 21 was volledig geschikt voor lagevloertrams en wordt geëxploiteerd met de Citadis, een tram van de bouwer Alstom.